# Сады Лафонтен

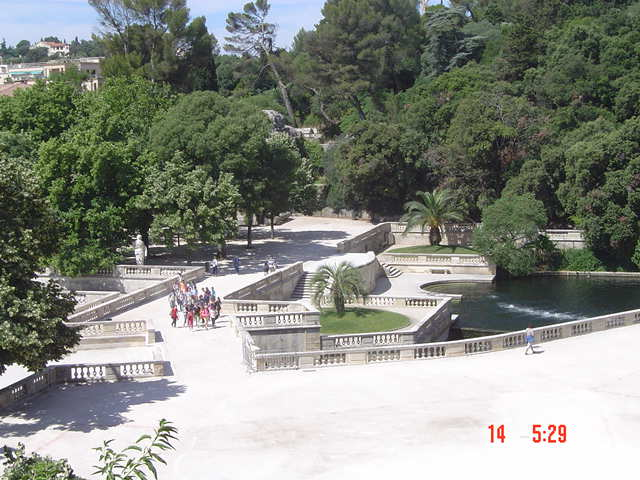
Сады Источника

Жарден-де-Лафонтен (фр. Jardins de la Fontaine; варианты перевода — «сады источника», «фонтанные сады»;) — одна из достопримечательностей города Ним (департамент Гар, Франция).
Сады были разбиты в 1745 году по проекту Жака-Филиппа Маршаля, военного инженера Людовика XV. Раньше на этом месте располагалось святилище, посвящённое отождествлённому с Геркулесом  божеству Немаусу и построенное вокруг священного источника (отсюда название садов). Первоначально целью работ было регулирование режима источника: ткацкой промышленности города постоянно требовалась вода. Но после обнаружения во время раскопок многочисленных памятников римского зодчества было решено разбить парк.
Остатки древнеримских зданий вписаны в выполненный в классическом стиле ансамбль парка (статуя нимфы Немаусы, лестницы, фонтаны). Среди наиболее знаменитых памятников на обширной территории парка — так называемый храм Дианы и башня Мань.